# Gobierno Frieden
El gobierno de Frieden-Bettel es el gobierno en ejercicio de Luxemburgo. Se formó el 17 de noviembre de 2023 tras las elecciones de 2023 . Está dirigido por el primer ministro Luc Frieden y el vice primer ministro Xavier Bettel. El gobierno es una coalición entre el Partido Popular Social Cristiano (CSV) y el Partido Demócrata (DP). Es la primera vez en 19 años que, tras el gobierno Juncker-Polfer (1999-2004), una coalición CSV-DP forma gobierno.
Está formado por 15 ministros y 21 carteras.

## Gabinete Ministerial
Partido Popular Social Cristiano     Partido Democrático

### Primer Ministro del Gran Ducado de Luxemburgo
| Fotografía | Primer Ministro | Período                 | Período     | Partido | Partido |
| Fotografía | Primer Ministro | Inicio                  | Fin         | Partido | Partido |
| ---------- | --------------- | ----------------------- | ----------- | ------- | ------- |
|            | Luc Frieden     | 17 de noviembre de 2023 | En el cargo |         |         |

### Vice primeros ministros del Gran Ducado de Luxemburgo
| Fotografía | Titular       | Período                 | Período     | Partido | Partido |
| Fotografía | Titular       | Inicio                  | Fin         | Partido | Partido |
| ---------- | ------------- | ----------------------- | ----------- | ------- | ------- |
|            | Xavier Bettel | 17 de noviembre de 2023 | En el cargo |         |         |

### Ministerios
| Ministerio                                    | Fotografía | Titular           | Período                 | Período     | Partido | Partido |
| Ministerio                                    | Fotografía | Titular           | Inicio                  | Fin         | Partido | Partido |
| --------------------------------------------- | ---------- | ----------------- | ----------------------- | ----------- | ------- | ------- |
| Agricultura, Viticultura y Desarrollo Rural   |            | Martine Hansen    | 17 de noviembre de 2023 | En el cargo |         |         |
| Asuntos Exteriores y Europeos                 |            | Xavier Bettel     | 17 de noviembre de 2023 | En el cargo |         |         |
| Cultura                                       |            | Eric Thill        | 17 de noviembre de 2023 | En el cargo |         |         |
| Deporte                                       |            | Georges Mischo    | 17 de noviembre de 2023 | En el cargo |         |         |
| Digitalización                                |            | Stéphanie Obertin | 17 de noviembre de 2023 | En el cargo |         |         |
| Economía                                      |            | Lex Delles        | 17 de noviembre de 2023 | En el cargo |         |         |
| Educación, Niñez y Juventud                   |            | Claude Meisch     | 4 de diciembre de 2013  | En el cargo |         |         |
| Educación Superior e Investigación            |            | Stéphanie Obertin | 17 de noviembre de 2023 | En el cargo |         |         |
| Energía y Ordenación del Territorio           |            | Lex Delles        | 17 de noviembre de 2023 | En el cargo |         |         |
| Familia, Integración y Gran Región            |            | Max Hahn          | 15 de junio de 2023     | En el cargo |         |         |
| Finanzas                                      |            | Gilles Roth       | 17 de noviembre de 2023 | En el cargo |         |         |
| Función Pública                               |            | Serge Wilmes      | 17 de noviembre de 2023 | En el cargo |         |         |
| Igualdad entre Mujeres y Hombres              |            | Yuriko Backes     | 17 de noviembre de 2023 | En el cargo |         |         |
| Interior                                      |            | Léon Gloden       | 17 de noviembre de 2023 | En el cargo |         |         |
| Justicia                                      |            | Elisabeth Margue  | 17 de noviembre de 2023 | En el cargo |         |         |
| Medio Ambiente, Clima y Desarrollo Sostenible |            | Serge Wilmes      | 17 de noviembre de 2023 | En el cargo |         |         |
| Movilidad y Obras Públicas                    |            | Yuriko Backes     | 17 de noviembre de 2023 | En el cargo |         |         |
| Salud                                         |            | Martine Deprez    | 17 de noviembre de 2023 | En el cargo |         |         |
| Seguridad Social                              |            | Martine Deprez    | 17 de noviembre de 2023 | En el cargo |         |         |
| Trabajo, Empleo y Economía Social y Solidaria |            | Georges Mischo    | 17 de noviembre de 2023 | En el cargo |         |         |
| Vivienda                                      |            | Claude Meisch     | 17 de noviembre de 2023 | En el cargo |         |         |